# Gary Barnidge
Gary Michael Barnidge (Bowling Green, 22 settembre 1985) è un giocatore di football americano statunitense che milita nel ruolo di tight end per i Cleveland Browns della National Football League (NFL). Fu scelto nel corso del quinto giro (141º assoluto) del Draft NFL 2008 dai Carolina Panthers. Al college ha giocato a football all'Università di Louisville.

## Carriera professionistica

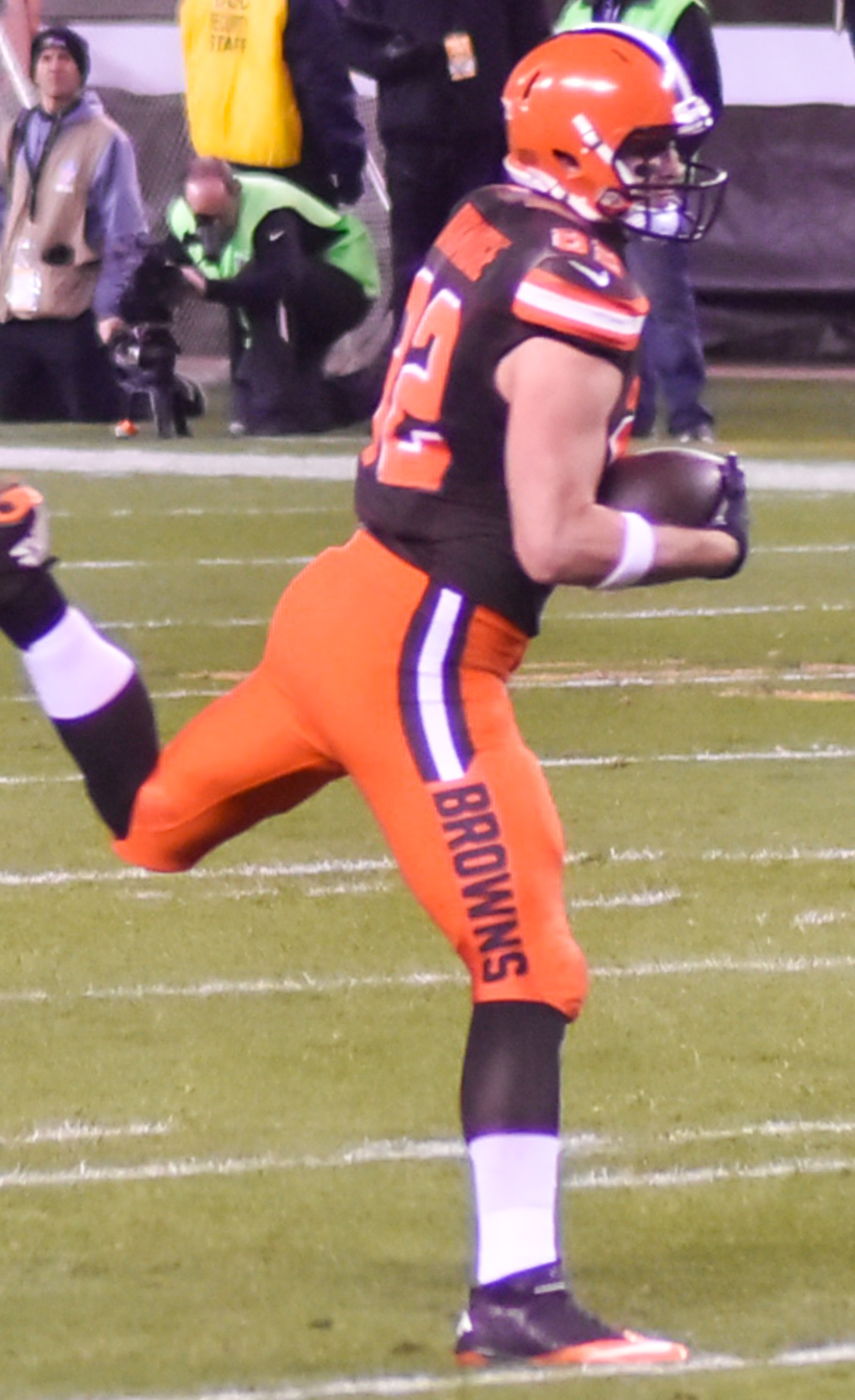
Barnidge nel 2015 coi Browns

### Carolina Panthers
Barnidge fu scelto dai Carolina Panthers nel corso del quinto giro del Draft 2008. Con essi disputò quattro stagioni, giocando 63 gare sulle 64 disponibili, di cui otto come titolare, e segnando il primo touchdown in carriera, l'unico con la maglia dei Panthers, nella vittoria della settimana 8 della stagione 2012 contro i Philadelphia Eagles.

### Cleveland Browns
Il 14 marzo 2013, Barnidge firmò con i Cleveland Browns. Esplose nella stagione 2015, dopo il passaggio dell'altro tight end Jordan Cameron ai Miami Dolphins. Nella settimana 15 di quella stagione contro i Seattle Seahawks segnò il nono e ultimo touchdown stagionale (il triplo di quanti ne aveva segnati complessivamente in precedenza in carriera), pareggiando il record stagionale di franchigia per un tight end stabilito dall'Hall of Famer Kellen Winslow. Il 10 dicembre 2015 firmò un rinnovo contrattuale triennale del valore di 12 milioni di dollari. La sua annata si chiuse guidando i Browns con 1 043 yard ricevute, venendo convocato per il suo primo Pro Bowl al posto dell'infortunato Rob Gronkowski.

## Palmarès
- Convocazioni al Pro Bowl: 1

2015

## Statistiche
| Partite totali         | 108   |
| Partite da titolare    | 38    |
| Ricezioni              | 123   |
| Yard su ricezione      | 1 646 |
| Touchdown su ricezione | 12    |

Statistiche aggiornate alla stagione 2015.

## Vita privata
Nel 2011, Barnridge insieme al suo grande amico e compagno di squadra nei Louisville Cardinals, Breno Giacomini dei New York Jets diede vita ad un'organizzazione senza scopo di lucro chiamata American Football without Barriers. L'organizzazione tenne il suo primo evento benefico in Cina nel 2013.